# Cruzeiro (São Tomé i Príncipe)
Cruzeiro és una localitat de São Tomé i Príncipe. Es troba al districte de Mé-Zóchi, al nord-est de l'illa de São Tomé. La seva població és de 1.351 (2008 est.). Forma part de l'àrea metropolitana de São Tomé i està connectada amb la carretera EN3 a Trindade i Caixão Grande. Les localitats més properes són Trindade al nord, Folha Fede al sud-est i Milagrosa al sud-oest.

## Subdivisions
- Àgua Dogo (també coneguda com a Água Dago)
- Benfica
- Canga
- Monte Alegre
- Obo Longo
- Pau Sabão
- Santa Fé

## Evolució de la població
| 2001  | 2008  |
| 1.181 | 1.351 |

## Personatges
- Francisco Fortunato Pires, President de l'Assemblea Nacional de 1994 a 2002